# Thomas Watson

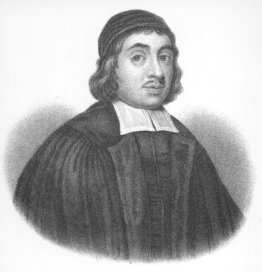
Thomas Watson

Thomas Watson (ca. 1557 – 1592) was een Engels dichter ten tijde van Elizabeth I, die in zijn tijd veel werd gelezen en geprezen.
Watson studeerde waarschijnlijk in Oxford en volgde een rechtenstudie in Londen. In 1581 publiceerde hij een vertaling in het Latijn van Sofokles' Antigone, opgedragen aan Philip Howard, 20ste Earl van Arundel.
Zijn belangrijkste werk verscheen een jaar later,  The Hecatompathia or Passionate Century of Love. Het boek bevatte gedichten in het Engels die hij sonnetten noemde, maar die elk 18 regels telden in plaats van de gebruikelijke 14. Mogelijk wilde Watson deze sonnetvorm in Engeland introduceren, maar hij vond hierin geen navolgers. Het werk vond veel aftrek. The Teares of Fancie, verschenen in 1593, bevatte 50 sonnetten in de traditionele vorm en was eveneens populair.
Watson publiceerde Latijnse versies van Torquato Tasso's Aminta (1585). In 1590 verschenen twee werken: The First Sett of Italian Madrigalls Englished en een Eglogue in het Engels en het Latijn bij het overlijden van zijn vriend Francis Walsingham. Na zijn dood in 1592 verscheen de Latijnse pastorale Amyntae Gaudia.
Watson kende Christopher Marlowe, werd waarschijnlijk gelezen door William Shakespeare en komt voor in Edmund Spensers werk Colin Clouts Come Home Againe.
De antiquair, geestelijke en schrijver Francis Meres vermeldt Watson naast Shakespeare, George Peele en Marlowe als een goed tragedieschrijver, hoewel werk op dat gebied van Watson niet bekend is.